# Nantuaták
Nantuaták, ókori kelta nép Gallia Belgicában, a Lemanus tó keleti végén, a mai Wallisban. Julius Caesar és Sztrabón tesz róluk említést.